# 利金卡島
利金卡島是俄羅斯的島嶼，屬於北地群島的一部分，位於共青團員島東北的拉普捷夫海，由克拉斯諾亞爾斯克邊疆區負責管轄，直徑0.6公里，島上無人居住。